# سان نيكولاس دي لوس آرويوس (مدينة)
سان نيكولاس دي لوس آرويوس (بالإسبانية: San Nicolás de los Arroyos)‏ هي منطقة سكنية تقع في الأرجنتين في San Nicolás Partido.[بحاجة لمصدر] يقدر عدد سكانها بـ 137,867 نسمة وترتفع عن سطح البحر 17 متر.

## أعلام
- هيكتور بالي
- سانتياغو سانتاماريا
- عمر سيفوري
- روبن بانيانيني
- ليو فرانكو